# American Bandstand

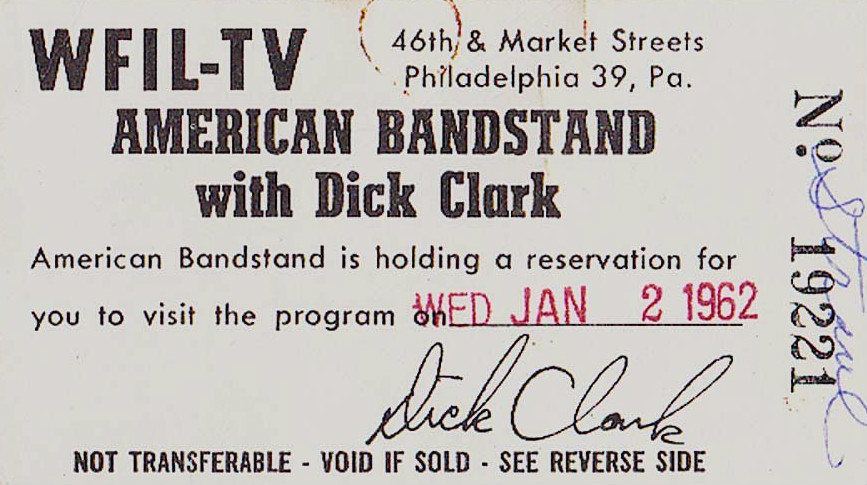
Toegangskaartje uit 1962

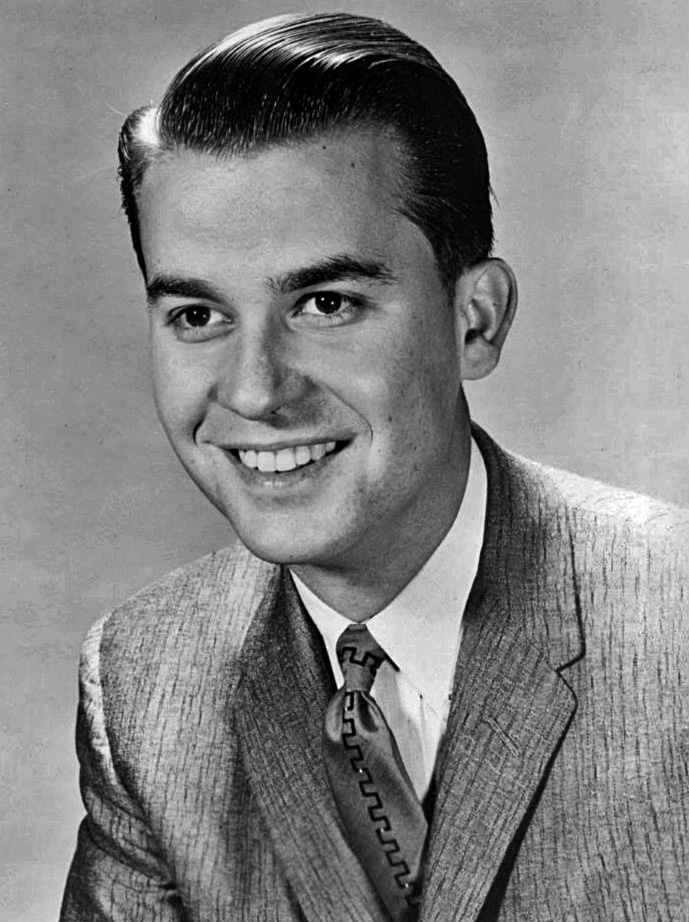
Dick Clark in 1961

American Bandstand was een succesvolle Amerikaanse muzikale televisieshow die van 1952 tot 1989 werd uitgezonden. De show is niet alleen bekend vanwege het enorme aantal artiesten dat hij heeft voortgebracht (van Jerry Lee Lewis tot Run DMC), maar ook van het scala aan dansvariaties die in de show door de jaren heen belicht zijn.

## Show
De show begon destijds lokaal als de liveshow, Bandstand op het tv-station WFIL-TV uit Philadelphia (Channel 6, nu WPVI-TV). De eerste show was op 7 oktober 1952 in "Studio 'B'", die gelegen was in de net gerealiseerde uitbreiding van het gebouw '4548 Market Street' dat zelf uit 1947 dateert. De gastheer was Bob Horn, met Lee Stewart as co-host tot 1955. Tony Mammarella was de producer en Ed Yates als director.
Aanvankelijk was de show een voorloper van de huidige videoclips, maar later werd hij veranderd in een formaat waar de jeugd danste op trendy hitmuziek in navolging van de radioshow The 950 Club uit Philadelphia.
Op 9 juli 1956 werd Horn ontslagen nadat hij was gearresteerd wegens rijden onder invloed. Hij werd vervangen door Dick Clark. De show werd nu door ABC uitgezonden onder de naam American Bandstand op 5 augustus 1957. Dankzij Clark's inspanningen werd de show na een poosje nationaal en dagelijks uitgezonden tot 1963, waarna hij tot 1989 wekelijks werd voortgezet. Clark werd zelf ook een nationale coryfee. Het programma was een inspiratie voor andere zeer lang lopende programma's als Soul Train in de Verenigde Staten en Top of the Pops in het Verenigd Koninkrijk.

## Format
De show liet tieners dansen op de nieuwste Top 40-achtige muziek geïntroduceerd door Clark; ten minste 1 populaire artiest trad op met zijn of haar laatste hit.
Clark interviewde de tieners en vroeg hun opinie over de muziek die te horen was tijdens het onderdeel "Rate-a-Record", waarbij de zin "It's got a good beat and you can dance to it" een rol speelde. In 1957 werd Patti Page gekroond tot American Bandstands favoriete vrouwelijke vocaliste in de eerste nationale kijkerspoll.

## Theme Music
Bandstand gebruikte oorspronkelijk "High Society" van Artie Shaw als titelsong, maar toen de show nationaal werd, werd "Bandstand Boogie" van Les Elgart de titelsong. Deze titelsong heeft verschillende varianten gehad, waaronder een bigbandversie. Van 1969 tot het midden van de jaren zeventig opende een zware instrumentale versie geschreven door Mike Curb de show. Van 1977 tot 1987, toen ABC ermee stopte, opende en sloot de show met Barry Manilows creatie van het thema, oorspronkelijk geschreven voor zijn lp uit 1975, Tryin' to Get the Feeling. Uiteindelijk werd de versie van Manilow vervangen door een geüpdatet instrumentaal arrangement van de "Bandstand Boogie". Vanaf 1974 was Billy Prestons hit "Space Race" de instrumentale leader.

## Veranderingen
In 1963 verhuisde de show naar zaterdagmiddag. Toen WFIL TV in 1964 naar City Line Avenue verhuisde, gingen de opnames door in Los Angeles. Uitzendingen in kleur werden op 9 september 1967 geïntroduceerd. Op 8 april 1989 werd de jongere gastheer David Hirsch aangesteld, terwijl Clark executive producer bleef. De laatste uitzending was op 7 oktober 1989.

## Trivia
- Charlie O'Donnell, de zeer jonge diskjockey, begon zijn carrière bij Bandstand, en bleef tot eind jaren 60.

- Het moeilijkste mini-interview dat Clark ooit deed was met Prince, in die tijd een onbekende. Prince beantwoordde alle vragen met een handgebaar of enkel woord. Toen Clark vroeg hoeveel instrumenten hij bespeelde zei hij: "1000".

- Een ander bekend mini-interview van Clark was dat met Madonna, die, toen er gevraagd werd wat ze over 20 jaar wilde doen antwoordde "To rule the world!".

- B.B. King en Jerry Lee Lewis waren de enige artiesten die ooit echt zongen in de show en lieten weten niet te kunnen playbacken.

- In 1980 weigerde ook John Lydon van Public Image Limited te playbacken en bewoog hij zijn lippen niet, de muzikanten gingen wel even door. Toen ze voor de tweede keer met de song "Careering" in Bandstand optraden, gaf de band de instrumenten aan het publiek, dat massaal het podium op stroomde.

- Tony Orlando vertolkte in 1961 zijn hit "Bless You" met zijn gulp open ten overstaan van de gehele natie.

- Het eerste rap/hiphopoptreden in de tv-geschiedenis was dat van Sugarhill Gang in 1981 met "Rapper's Delight".

- In 2001 maakte International Game Technology een gokmachine gebaseerd op de populaire show.

- in 2004 kondigde Dick Clark aan plannen te hebben American Bandstand in 2005 in een nieuwe vorm op de buis te brengen, als een soort American Idol, onder de naam "So You Think You Can Dance."